# Vladas Pavilonis
Vladas Pavilonis (ur. 16 stycznia 1932 w Pakšteliai, rejon szawelski, zm. 13 lutego 2003) – litewski prawnik, wykładowca, w latach 1993–2002 sędzia, a od 1999 do 2002 prezes Sądu Konstytucyjnego Republiki Litewskiej.

## Życiorys
W latach 1950–1951 studiował na Wydziale Prawa Uniwersytetu Wileńskiego, skąd został relegowany ze względu na "pochodzenie społeczne". W 1952 rozpoczął studia w Mińskim Instytucie Prawa, który w 1954 przyłączono do Białoruskiego Uniwersytetu Państwowego. W 1955 ukończył studia na Wydziale Prawa Białoruskiego Uniwersytetu Państwowego. W 1969 uzyskał stopień doktora nauk prawnych, a w 1981 tytuł docenta.
Po ukończeniu studiów pracował jako kierownik poradni prawnej w Radoszkowiczach w obwodzie mińskim. W 1957 został radcą prawnym na Uniwersytecie Wileńskim, a następnie pracował jako kierownik praktyk studenckich. Od 1962 do 1965 był aspirantem w Katedrze Teorii i Historii Prawa na Wydziale Prawa Uniwersytetu Wileńskiego. W latach 1965–1975 pracował w Instytucie Ekspertyz Prawnych jako kierownik Wydziału Badań nad Przyczynami Przestępczości i sekretarz naukowy. Od 1975 do 1976 wykładał w Instytucie Podnoszenia Kwalifikacji Specjalistów Gospodarki Narodowej. W 1976 został pracownikiem naukowym Wydziału Prawa Uniwersytetu Wileńskiego, był starszym wykładowcą, docentem, a od 1981 kierownikiem Katedry Prawa Karnego.
W 1993 został wybrany na stanowisko sędziego Sądu Konstytucyjnego, w latach 1999–2002 pełnił funkcję jego prezesa.

## Odznaczenia
- Krzyż Komandorski Orderu Zasługi Rzeczypospolitej Polskiej (2002)[3]
- Krzyż Komandorski Orderu Wielkiego Księcia Giedymina (2002)[4]
- Medal Pamiątkowy 13 Stycznia (2003)[5]